# Giovanni Secchi
Giovanni Secchi (Bologna, 24 marzo 1876 – Darfo, 4 ottobre 1950) è stato un pittore italiano.
Appartiene a quel gruppo di pittori paesaggisti dell'inizio del 900 della Scuola bolognese di pittura, come Luigi e Flavio Bertelli, Guglielmo Pizzirani, Antonino Sartini, Alessandro Scorzoni, Gino Marzocchi e Garzia Fioresi, che hanno dipinto i paesaggi emiliano-romagnoli, riproducendone le bellezze e testimoniandone, con il pennello, i cambiamenti nel tempo. Tra le sue opere figurano anche paesaggi di altre regioni, come la Toscana, il Lazio e l'Umbria.

## Biografia
Giovanni Secchi nasce a Bologna il 24 marzo del 1876 da padre milanese e da madre romagnola, di Casola Valsenio. Rimasto orfano del padre, è costretto ad abbandonare gli studi e ad impiegarsi come garzone di bottega. Intorno ai vent'anni inizia a frequentare come auditore esterno i corsi dell'Accademia di belle arti di Bologna. Nel settembre del 1903 a Imola ottiene un diploma di benemerenza per le opere esposte alla Prima esposizione annuale della Società Promotrice di Belle Arti in Romagna. Nel 1905 nel Salone del Podestà si tiene l'undicesima mostra primaverile della Società per le Arti "Francesco Francia". Secchi espone assieme con Luigi Bertelli ed altri ancora.

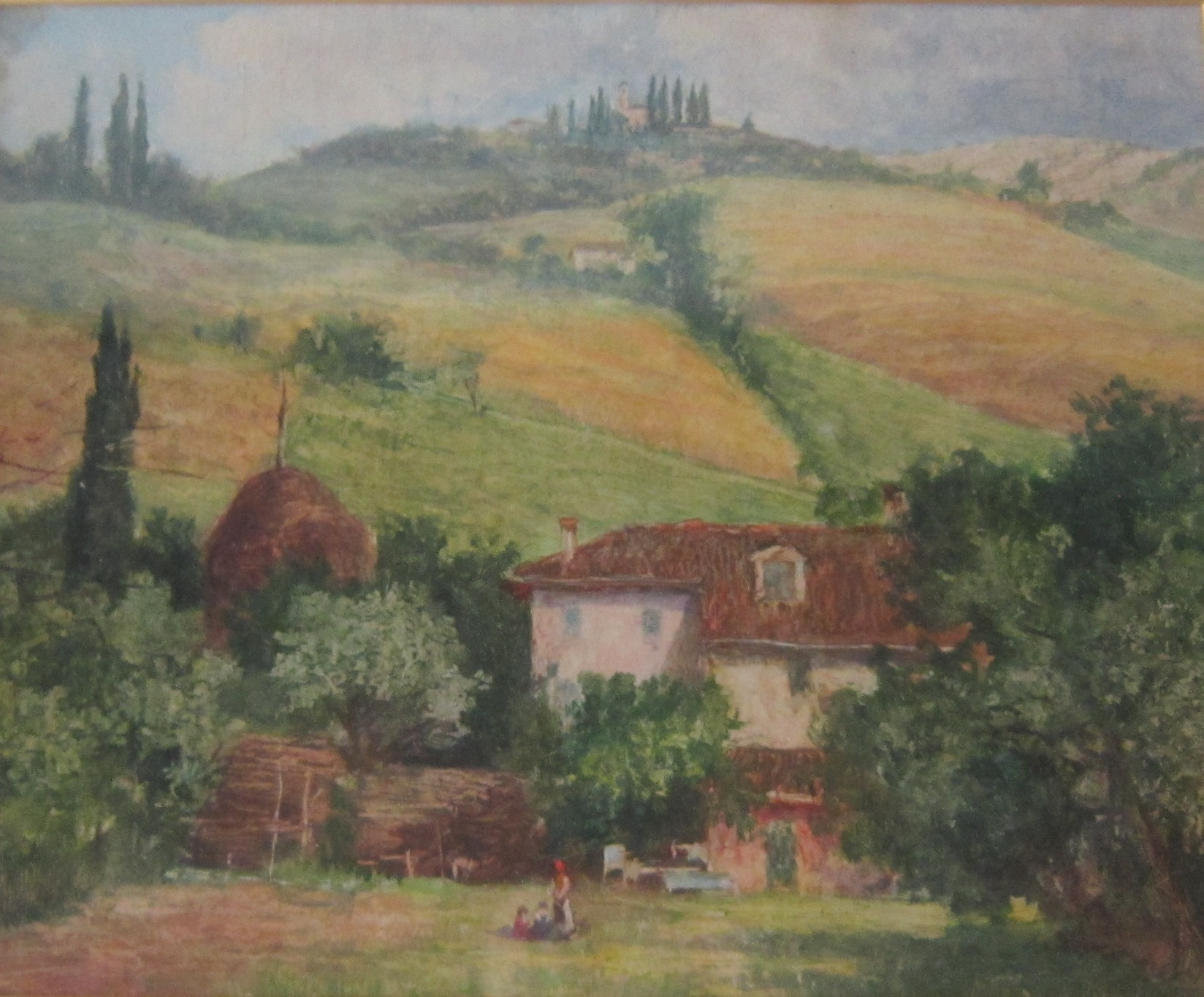
Colline bolognesi, 1929, 30 x 37, collezione privata.

Nel 1906 all'annuale mostra della Società per le Arti "Francesco Francia", Secchi espone alcuni quadri. Nel 1907 nella mostra primaverile sempre della Società per le Arti "Francesco Francia", Secchi espone alcuni quadri che riscuotono un consenso generale di pubblico e di critica. Su ...Artis, periodico bolognese apparso nel 1907, un critico d'arte scrive: "In una rapida corsa per le sale fra la varia produzione dei diversi pittori, noi ci accorgiamo tosto che due artisti emergono indiscutibilmente sovra gli altri. Alfredo Protti e Giovanni Secchi… L'altro trionfatore è Giovanni Secchi, anima di artista del tutto diversa dal Protti. Nei due quadri: Silenzio e Armonia del mattino il Secchi ci rivela la sua natura appassionata, la melanconica sentimentalità del suo carattere. Il Silenzio … è un paesaggio suggestivo e tutto fatto di trasparenze e di luce, in cui una placida distesa d'acqua riposa nella valle silenziosa sotto la serenità del cielo. È un'opera di valore non comune, è la prova di un sentimento e di una disciplina artistica mirabile in un giovane della sua età'". Lo stesso autore, scrivendo per un quotidiano bolognese, riprende la sua positiva critica, sottolineando "…i due giovani che in questa esposizione si affermano, non più semplici promesse, speranze di futuri pittori, ma artisti veri indiscutibili." E. Giovannetti nel maggio 1907 sul Resto del Carlino si associa a tale giudizio positivo: "…è Giovanni Secchi che espone due paesaggi: Armonia del mattino e Silenzio i quali rivelano nel giovane artista un freschissimo senso della natura unito ad una singolare padronanza della tecnica: nel Silenziola prospettiva aerea è ottenuta in maniera mirabile." Nel 1908 alla rassegna di primavera Secchi presenta alcuni quadri. Giulio de Frenzi parla su Il Giornale d'Italia del 29 maggio 1908: "si afferma baldanzoso un manipolo di giovanissimi irrequieti e vogliosi di novità: emergono tra essi Giovanni Secchi, con i suoi paesi così trasparenti, delicati e saturi di poesia". Mario Corsi nella sua rubrica su La Tribuna, scrive: "La mostra… se non contiene una grande rivelazione, ha tuttavia buone presentazioni, quali quella di Giovanni Secchi, un artista che non ricordo di aver mai visto in altre esposizioni, ma che dimostra già una maturità artistica davvero mirabile. I suoi paesaggi, che ci ricordano un poco, nella nebbia lieve lieve che li pervade, quelli deliziosi della moderna scuola olandese, hanno pregi non comuni di espressione e di sincerità. Sono scene della natura profondamente sentite e ritratte con espressione personale e con grande sicurezza".
Nel 1909 Secchi è ormai artista ben conosciuto ed apprezzato e partecipa alla mostra della Società per le Arti "Francesco Francia" con 13 paesaggi. Nel 1910 all'esposizione del Palazzo del Podestà, Secchi espone alcuni quadri. Il cronista della Gazzetta dell'Emilia parla di Secchi: "Fra i giovani è impossibile non riconoscere il valore della mostra… dell'ottimo Secchi che ha esposto quattordici delicati quadretti di paesaggio tutti pervasi da un soffio lieve di poesia e di malinconia, e che ci appaiono come il prodotto di un ingegno squisito di un artefice espertissimo". Nel gennaio del 1912 Secchi partecipa alla "Mostra pro-Tripoli" allestita nella sala della vecchia Posta, dove un critico scrive: "Ammirati, come sempre gli effetti finissimo ed intonati del pittore Secchi che si rivela ancora acuto e profondo osservatore del vero". Nelle mostre organizzate dalla Società per le Arti "Francesco Francia", Giovanni Secchi continua a rispettare gli appuntamenti primaverili di questa società con opere di rilievo. Nel 1915, la mostra di primavera si apre nelle sale di Palazzo Bentivoglio, dove partecipa anche Secchi. Su Pagine d'Arte, il periodico milanese di Alfieri e Lacroix fondato nel 1913, il giornalista Petri recensisce la mostra e così osserva di Secchi: "Un altro temperamento sereno, equilibrato ed imparziale rispetto al soggetto che esprime, è il paesista Giovanni Secchi di Bologna: tecnica semplice, franca, rapida; colore e intonazione regolati dalla realtà dell'occhio artistico. Una bella riviera o una brutta muraglia sono trattate dal Secchi con uguale e giusta simpatia. Le due o tre piccole tele esposte non dicono tutta la varietà dei suoi paesi, come si manifesterebbe in una speciale raccolta".

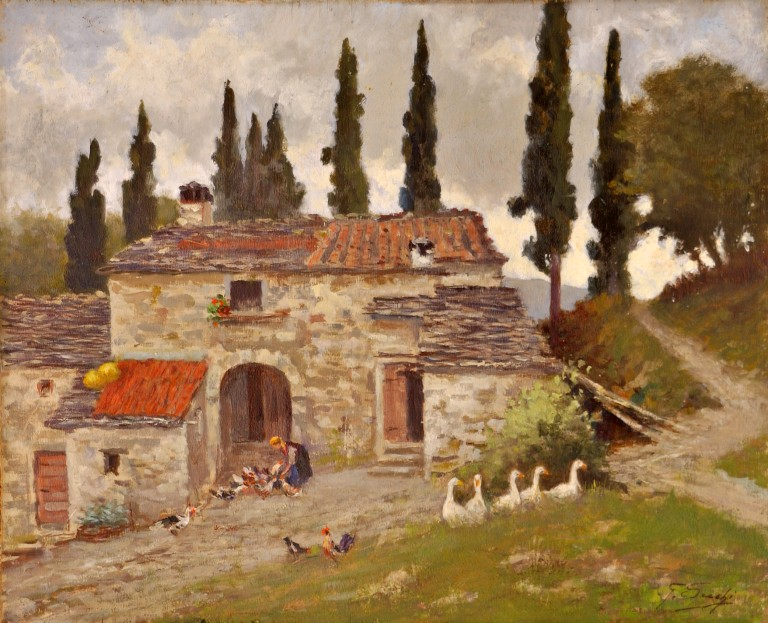
Rustico a San Sepolcro, 1936

Negli anni del primo conflitto mondiale, Secchi viene assegnato ai servizi di sussistenza. Dal figlio di Secchi si sa che: "Mio padre fu richiamato alle Armi durante la prima guerra mondiale e, data la sua anzianità (classe 1876), dopo un breve periodo in zona di guerra, fu destinato ad un ufficio detto di Mobilitazione Industriale, in via Zamboni, che gli consentiva un intervallo per il pasto in famiglia ed il pernottamento a casa. Situazione di indubbio privilegio, che però gli impediva di recarsi in campagna a lavorare dal vero all'aperto, e lo indirizzò ad elaborare in casa vecchi schizzi ed appunti di paesaggio". Infatti, anche se l'artista non si allontana da Bologna e dalla sua famiglia, questi non sono anni in cui vi sia il tempo e la possibilità di dipingere all'aria aperta nelle campagne circostanti. Secchi continua a lavorare, chiudendosi nel suo studio e rielaborando spunti e schizzi precedenti. Inizia a studiare la tecnica del monotipo, tecnica che perfezionerà sempre più nel periodo successivo e soprattutto negli anni venti, quando ormai passati i quarant'anni, l'artista tenderà ad approfondire e rielaborare il proprio linguaggio espressivo, rimanendo fedele ai dettami della tradizione naturalistica bolognese.
Nel 1919 Secchi è sempre più conosciuto per le sue opere di paesaggio che rappresentano il motivo dominante della sua ricerca pittorica e che lo fanno annoverare dalla stampa cittadina tra i paesaggisti di più provata esperienza. Negli anni venti si trasferisce con la famiglia in via del Porto, ove sistema anche il suo studio. Nell'ottobre del 1924 s'inaugura alla Casa del Fascio la "Prima Mostra Biennale Nazionale del Paesaggio": tra i bolognesi sono presenti Flavio Bertelli, Italo Cinti e altri ancora. Secchi espone il dipinto San Damiano che gli vale una medaglia e viene acquistato dal Comune di Bologna. Nel 1928 Secchi presenta alcuni monotipi alla "Seconda Biennale Romagnola d'arte" che si tiene a Imola in giugno. "Per una speciale distinzione delle opere esposte", il Comitato della mostra acquista due monotipi per la Pinacoteca di Imola. Nel 1929 in ottobre si tiene la Terza Biennale Nazionale del Paesaggio e Secchi viene premiato con la medaglia d'oro per il monotipo Piazza Nettuno a Bologna. In novembre Secchi partecipa alla prima mostra del Sindacato Fascista Belle Arti dell'Emilia e Romagna nella sezione del "Bianco e Nero".
Nel 1943 esegue su commissione dell'Istituto superiore di sanità di Roma alcuni dipinti di grandi dimensioni, ora conservati nelle sale di rappresentanza dell'Istituto (Paesaggio Umbro, Nel bosco, Tramonto in collina, La risaia). Durante la seconda guerra mondiale, nel settembre 1943, la casa e lo studio di Secchi a Bologna verranno colpiti durante un tremendo bombardamento, i cui effetti devastanti saranno completati da atti di saccheggio successivi, con il furto di numerosi dipinti, studi e schizzi.
Nel 1946 Secchi soggiorna a Roma dopo la fine della guerra e l'apparente superamento di una grave malattia. Le energie ritrovate fanno sì che le numerose opere di questo "periodo romano" e specialmente quelle del 1947 siano segnate da una maggiore ricchezza di colore e da un più vivo ed immediato rapporto con l'ambiente e con la figura umana. Nel 1949 toccato ancora dalla malattia, Giovanni Secchi si trasferisce con la famiglia a Darfo in Valcamonica, ove si spegne nel 1950, prima di aver potuto esporre dopo anni di silenzio le opere del periodo romano e di quello toscano.

## Stile

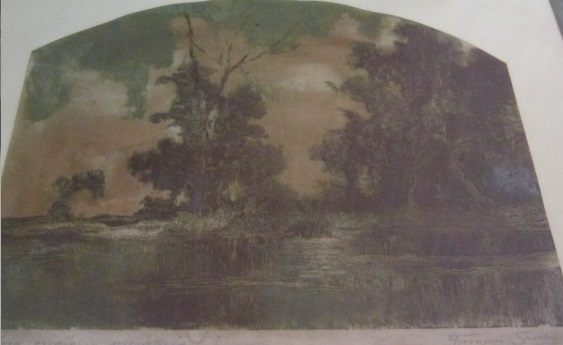
Sera grigia, 27 x 21 cm, dipinto con stile detto monotipia, collezione privata.

I lavori di Secchi vertono su studi, impressioni ad olio, disegni a carbonella e pastelli, a matite di grafite e grasse che poi a casa riprendeva ed elaborava per farne quadri. Secchi fu fedele ai modi tradizionali della Scuola bolognese di pittura, e nel contempo coltivò e approfondì un suo naturalismo di timbro spontaneo. Il carattere della pittura di Secchi fu in seguito fortemente influenzato dalla tecnica del monotipo. Paesaggista di grandi qualità, lavorò per lunghi anni in Emilia e Toscana, lasciandoci numerore opere che mostrano un artista impegnato in una minuziosa descrizione della natura, accompagnata ad una sensibilità capace di cogliere le mille sfumature dei colori e delle luci del paesaggio. Secchi porta una nota di poesia nel rievocare dolci declivi, ombrose alberate, fresche acque ed erti colli. In Secchi si ammirano i colori pregnanti seppur mai violenti, distesi in una distribuzione tonale rarefatta che dipingono la dolcezza di una natura incantata, incontaminata, staticamente ferma nel tempo. Di quando in quando nel quadro di Secchi, si annota un affondo del colore ma in genere la composizione gioca una delicata visione potetica del mondo, un mondo in cui l'uomo, piccolo quasi invisibile, è parte del paesaggio quasi a volersi confondere in esso.

## Opere
- Impressione primaverile, 1910, olio 48 x 44 cm.
- Autoritratto, 1918, olio, 32 x 36 cm.
- Mattino nel bosco, 1926, olio, 30,6 x 23 cm.
- Lungo il canale a Corticella, 1926, monotipo, 35 x 29 cm.
- Inverno dal mio studio, olio, 29 x 23 cm.
- Paesaggio palustre, olio, 34 x 24 cm.
- Colline bolognesi, olio, 30x 37 cm.
- L'Adige a Verona, 1930, monotipo, 50 x 40 cm.
- Piazza Nettuno a Bologna, monotipo, 50 x 40 cm.
- Il Reno a Casteldebole, 1930, olio, 33 x 24,5 cm.
- San Pietro a Perugia, 1930, matita grafite, 26 x 20 cm.
- Tempo di marzo – La piena, 1930, olio, 90 x 80 cm.
- Capanna e pagliaio, 1930, disegno a matita grassa, 27 x 22 cm.
- Sonnellino, olio, 40 x 34 cm.
- Montecatini alto, olio, 26 x 21 cm.
- Autunno – Alta valle Tiberina, 1932, olio, 39,5 x 34 cm.
- In Val Tiberina, 1932, olio, 43 x 36 cm.
- Marzo, olio, 34 x 24,5 cm.
- Riva dell'alto Setta, olio cm 26,5 x 20,5 cm.
- L'officina del gas, 1932, monotipo, 60 x 50 cm.
- Sera grigia, monotipo, 27 x 21cm, collezione privata.
- Sansepolcro dall'alto, 1935, olio, 24,5 x 18,5 cm.
- Autunno nel bosco, 1935, olio, 14 x 21 cm.
- Primo autunno, 1935, olio, 14 x 21 cm.
- Ferrara, 1935, olio, 27 x 21 cm.
- Paesaggio, 1935, olio, 21 x 14 cm.
- Piccola cava, 1935, olio, 21 x 14 cm.
- Casolare di Anghiari, 1935, olio, 35 x 26 cm.
- Scorcio di paese in Val Tiberina, 1935, olio, 21 x 14 cm.
- Rustico a Sansepolcro, 1936, olio, 32 x 22 cm.
- Colline di San Giustino, 1936, olio, 40,5 x 22,5 cm.
- Grigio invernale, 1936, olio, 21 x 14 cm.
- Viuzza di Anghiari, 1936, olio, 44 x 33,5 cm.
- Riva del Tevere, 1936, olio, 14 x 21 cm.
- Piccolo stagno a Sansepolcro, 1936, olio, 25 x 34 cm.
- Paese della Val Tiberina, 1937, olio, 21 x 14 cm.
- Vecchia villa, 1937, 21 x 14 cm.
- Alta valle del Tevere, 1938, olio, cm 34 x 25 cm.
- Autoritratto, 1938, 36 x 50 cm
- Ravenna, disegno a matita, 30 x 24 cm.
- Collina toscana, 1938, olio, 26 x 35 cm.
- Mattino a San Giustino di Perugia, 1939, olio, 35 x 25 cm.
- Boschetto in autunno, 1941, olio, cm 27 x 35 cm
- Tramonto in collina, 1942, 190 x 150 cm, attualmente presso l'Istituto Superiore di Sanità di Roma.
- La risaia, 1943, olio, 200 x 150 cm, attualmente presso l'Istituto Superiore di Sanità di Roma.
- Paesaggio umbro, 1943, olio, 180 x 150 cm, attualmente presso l'Istituto Superiore di Sanità di Roma.
- Villa Borghese, 1946, olio, 36 x 26 cm.
- Campagna romana, 1946, olio, 21 x 24 cm.

## Mostre più importanti
Nel 1970, per iniziativa della vedova di un amico collezionista di Secchi, la signora Longhi, si tiene presso la Galleria Caldarese di Bologna la prima mostra retrospettiva dell'artista, presentata da un testo di Arrigo Grazia. Le opere esposte provengono tutte dalla raccolta Longhi e sono antecedenti al 1935.
Nel 1972, alla Galleria Caldarese si tiene la seconda retrospettiva sulla pittura di Giovanni Secchi. In catalogo la testimonianza critica di Nino Corrado Corazza è accompagnata da alcuni cenni biografici e da un testo dedicato in particolare a quelle opere dei periodi toscano e romano, che per la prima volta vengono esposte per volontà del figlio dell'artista, Gino Secchi.
Nel 1980, la Galleria d'Arte 56 di Bologna organizza la rassegna "Emilia e Romagna fra le due guerre", introdotta in catalogo da un testo di Franco Solmi. Di Secchi viene esposto Paesaggio umbro, un olio del 1940.
Nel 1981 la Galleria comunale d'arte moderna di Bologna realizza la rassegna "Alfonso Rubbiani: i Veri e i Falsi storici", dedicata all'attività del Rubbiani e all'ambiente artistico-culturale della città tra il 1880 e il 1915. Marilena Pasquali propone in catalogo una ricerca documentaria sui primi vent'anni di attività della Società per le Arti "Francesco Francia": il nome di Giovanni Secchi appare assai spesso tra quelli dei maggiori protagonisti, dei "giovani" dell'arte bolognese dei primi quindici anni del secolo. In autunno la Galleria d'Arte 56 apre una personale dell'artista con opere dal 1898 al 1947. Nell'occasione viene presentata la monografia di Giovanni Secchi, curata da Franco Solmi e pubblicata dalle Edizioni Due Torri di Bologna.
Nel 2009 si è tenuta alla Galleria de' Fusari a Bologna, la mostra intitolata "Paesaggi Bolognesi, 1900 - 1950". Tra le opere presenti figurano anche quelle di Giovanni Secchi.
Nel 2014 si è tenuto alla Galleria d'Arte 56 la mostra "Per Bologna. Da Vighi a Mandelli" cinquanta opere dal 1890 al 1990. Tra le opere presenti figurano anche quelle di Giovanni Secchi.
Nel 2016 si è tenuta presso la Galleria Fondantico a Bologna, una mostra intitolata Secondo salone della pittura bolognese dal 1940 ai giorni nostri. Tra le opere presenti figurano anche quelle di Giovanni Secchi. 
Sempre nel 2016, presso Villa delle Rose a Bologna, sono state esposte alcune opere di Giovanni Secchi.
Nel 2019 si è tenuta presso la Galleria Fondantico a Bologna, una mostra intitolata Bologna pittrice. Dipinti dal 1866 al 1976. Tra le opere presenti figurano anche quelle di Giovanni Secchi.